# Broby Kommune
Broby Kommune i Fyns Amt blev dannet ved kommunalreformen i 1970. Ved strukturreformen i 2007 indgik den i Faaborg-Midtfyn Kommune sammen med Faaborg Kommune, Ringe Kommune, Ryslinge Kommune og Årslev Kommune. 

## Tidligere kommuner
Broby Kommune blev dannet inden kommunalreformen ved frivillig sammenlægning af 4 sognekommuner:
| Kommune                           | Folketal september 1965 | Byer           |
| --------------------------------- | ----------------------- | -------------- |
| Allested-Vejle                    | 1.442                   | Allested-Vejle |
| Nørre Broby                       | 1.783                   | Nørre Broby    |
| Sønder Broby                      | 1.385                   | Brobyværk      |
| Vester Hæsinge-Sandholts Lyndelse | 1.411                   | Vester Hæsinge |
| I alt                             | 6.021                   |                |

## Sogne
Broby Kommune bestod af følgende sogne, alle fra Sallinge Herred:
- Allested Sogn
- Nørre Broby Sogn
- Sandholts Lyndelse Sogn
- Sønder Broby Sogn
- Vejle Sogn
- Vester Hæsinge Sogn

## Borgmestre[2]
| Periode   | Navn                    | Parti                       |
| --------- | ----------------------- | --------------------------- |
| 1970-1972 | Harald Nielsen          | Det Konservative Folkeparti |
| 1972-1978 | Jørgen Marthedal        | Venstre                     |
| 1978-1981 | Knud E. Priisholm       | Socialdemokratiet           |
| 1982-1989 | Mogens Kirketerp-Møller | Venstre                     |
| 1990-1993 | Jens Otto Schepelern    | Socialdemokratiet           |
| 1994-2006 | Erling Bonnesen         | Venstre                     |